# 9 إكس (قناة تلفزيونية)
9 إكس هي قناة تلفزيونية هندية ترفيهية عامة ناطقة باللغة الهندية تم إغلاقها، كان يقع مقرها في مومباي. كانت تابعة لمجموعة زي للمشاريع الترفيهية.